# Elecciones legislativas de Francia de 1956
Las elecciones legislativas en Francia de la tercera legislatura de la Cuarta República se desarrolló el 2 de enero de 1956, utilizando un sistema electoral proporcional por lista.

## Resultados
| Partidos y Coaliciones | Partidos y Coaliciones | Sigla   | Votos      | %     | Escaños |
| ---------------------- | --- | ------- | ---------- | ----- | ------- |
|                        | Centro Nacional de Independientes y Campesinos (Centre national des indépendants et paysans)                                           | CNIP    | 3.259.782  | 14.99 | 95      |
|                        | Movimiento Republicano Popular (Mouvement républicain populaire)                                                                       | MRP     | 2.366.321  | 10.88 | 83      |
|                        | Agrupación de los Republicanos de Izquierda (Rassemblement des gauches républicaines)                                                  | RGR     | 838.321    | 3.85  | 14      |
|                        | Centro Nacional de los Republicanos Sociales Fuera del Frente Republicano (Centre national des républicains sociaux)                   | CNRS    | 585.764    | 2.69  | 22      |
|                        | Total "Centro Derecha" |         | 7.050.188  | 32.41 | 214     |
|                        | Sección Francesa de la Internacional Obrera (Section française de l'Internationale ouvrière)                                           | SFIO    | 3.247.431  | 14.93 | 95      |
|                        | Partido Radical (Parti radical) y Unión Democrática y Socialista de la Resistencia (Union démocratique et socialiste de la Résistance) | PR/UDSR | 2.389.163  | 10.99 | 77      |
|                        | Centro Nacional de los Republicanos Sociales (Centre national des républicains sociaux)                                                | CNRS    | 25.587     | 1.18  | 0       |
|                        | Total "Frente Republicano" |         | 5.893.181  | 27.10 | 172     |
|                        | Partido Comunista Francés (Parti communiste français)                                                                                  | PCF     | 5.514.403  | 25.36 | 150     |
|                        | Unión y Fraternidad Francesa (Union et fraternité française)                                                                           | UFF     | 2.744.562  | 12.62 | 52      |
|                        | Otros |         | 98.600     | 0.00  | 7       |
|                        | Total |         | 21.300.934 | 100   | 595     |
|                        | Abstención: 17.2% |         |            |       |         |

- Datos: Q2384734